# پرپره (ناحیه ملادا بولسلاف)
پرپره (به چکی: Přepeře) یک منطقهٔ مسکونی در جمهوری چک است که در ناحیه ملادا بولسلاو واقع شده‌است.